# Уайандотт (тауншип, Миннесота)
Уайандотт (англ. Wyandotte) — тауншип в округе Пеннингтон, Миннесота, США. На 2000 год его население составило 101 человек.

## География
По данным Бюро переписи населения США площадь тауншипа составляет 58,6 км², из которых 58,6 км² занимает суша, а 58,6 км² — вода (58,6 км²).

## Демография
По данным переписи населения 2000 года здесь находились 101 человек, 38 домохозяйств и 31 семья. Плотность населения —  1,7 чел./км². На территории тауншипа расположено 46 построек со средней плотностью 0,8 построек на один квадратный километр. Расовый состав населения: 95,05 % белых, 0,99 % коренных американцев, 0,99 % азиатов и 2,97 % приходится на две или более других рас.
Из 38 домохозяйств в 36,8 % воспитывались дети до 18 лет, в 57,9 % проживали супружеские пары, в 15,8 % проживали незамужние женщины и в 15,8 % домохозяйств проживали несемейные люди. 13,2 % домохозяйств состояли из одного человека, при том ни в одном из них не проживали одинокие пожилые люди старше 65 лет. Средний размер домохозяйства — 2,66, а семьи — 2,84 человека.
23,8 % населения — младше 18 лет, 10,9 % — в возрасте от 18 до 24 лет, 27,7 % — от 25 до 44, 24,8 % — от 45 до 64, и 12,9 % — старше 65 лет. Средний возраст — 40 лет. На каждые 100 женщин приходилось 140,5 мужчин. На каждые 100 женщин старше 18 приходилось 156,7 мужчин.
Средний годовой доход домохозяйства составлял 39 583 доллара, а средний годовой доход семьи —  43 750 долларов. Средний доход мужчин —  33 125  долларов, в то время как у женщин — 16 250. Доход на душу населения составил 23 144 доллара. За чертой бедности находились 5,9 % семей и 4,0 % всего населения тауншипа, из которых 13,3 % старше 65 лет.